# Lake City (Dakota del Sur)
Lake City es un pueblo ubicado en el condado de Marshall en el estado estadounidense de Dakota del Sur. En el Censo de 2010 tenía una población de 51 habitantes y una densidad poblacional de 87,13 personas por km².

## Geografía
Lake City se encuentra ubicado en las coordenadas 45°43′29″N 97°24′51″O / 45.72472, -97.41417. Según la Oficina del Censo de los Estados Unidos, Lake City tiene una superficie total de 0.59 km², de la cual 0.57 km² corresponden a tierra firme y (3.1%) 0.02 km² es agua.

## Demografía
Según el censo de 2010, había 51 personas residiendo en Lake City. La densidad de población era de 87,13 hab./km². De los 51 habitantes, Lake City estaba compuesto por el 82.35% blancos, el 0% eran afroamericanos, el 7.84% eran amerindios, el 9.8% eran asiáticos, el 0% eran isleños del Pacífico, el 0% eran de otras razas y el 0% pertenecían a dos o más razas. Del total de la población el 0% eran hispanos o latinos de cualquier raza.